# Graham Passage
Graham Passage eller Pasaje Correa är ett sund i Antarktis. Den ligger i Västantarktis. Argentina, Chile och Storbritannien gör anspråk på området.